# Nanzan
Nanzan (南山), por vezes chamado de Sannan (山南), foi um dos três reinos que controlavam Okinawa no século XIV. Okinawa, anteriormente controlada por um número de chefes ou senhores locais, vagamente ligados por um chefe supremo ou rei de toda a ilha, dividiu-se nesses três reinos mais bem definidos dentro de poucos anos depois de 1314; o Período Sanzan assim começou, e terminaria aproximadamente cem anos depois, quando o Rei Shō Hashi de Chūzan conquistou Hokuzan em 1419 e Nanzan em 1429.

## História
Nanzan surgiu pela primeira vez em 1314, quando Tamagusuku herdou o papel de chefe de toda Okinawa de seu pai Eiji; ele não tinha o carisma ou qualidades de liderança para comandar a lealdade de todos os senhores locais, e assim o Senhor de Ōzato, um dos muitos poderosos chefes locais, fugiu para o sul em Urasoe, com um número de chefes menores leais a ele e estabeleceu-se em Ōzato gusuku perto da cidade de Itoman. Outro poderoso chefe fugiu para o norte e estabeleceu o reino de Hokuzan, deixando Tamagusuku no controle apenas da parte central da ilha, que assim se tornou o reino de Chūzan.
Nanzan, como os dois reinos com os quais compartilhava a pequena ilha de Okinawa, consistia em um território minúsculo e recursos correspondentemente limitados. No entanto, o reino sobreviveu por quase um século, beneficiando-se do comércio marítimo, e da localização vantajosa do Castelo de Ōzato, situado no topo de altos penhascos, com uma entrada do mar e seu próprio cais. Embora seus portos não fossem tão ativos quanto Naha, o principal porto de Chūzan, o reino desfrutou de sua parcela de comércio com o Sudeste Asiático, com a China e outras potências próximas. Chūzan entrou em um relacionamento tributário com a Dinastia Ming da China em 1372. Nanzan foi concedido status comercial semelhante, logo depois, junto com Hokuzan, mas foi restrito a enviar apenas um navio por missão de tributo. Mais ou menos nos próximos trinta anos, dezenove missões de tributo foram enviadas de Nanzan para a China; Hokuzan enviou nove e Chūzan enviou cinquenta e dois. Embora essas missões devessem se limitar ao comércio formal entre os governos de Okinawa e da China, não era de se estranhar que as autoridades de Nanzan, como as dos outros dois reinos, se engajassem no comércio privado e no contrabando. Por volta de 1381, um enviado de Nanzan foi severamente repreendido por trazer prata para a China, com a qual ele pretendia comprar porcelanas para seu próprio ganho material pessoal.
Acredita-se que, por um tempo, pode ter havido dois senhores disputando o controle de Nanzan. Ofusato, o primeiro senhor de Nanzan, apresentou-se à Corte Imperial Chinesa em 1388 e morreu na Coreia dez anos depois. Há várias teorias sobre se o processo de sucessão em Nanzan foi natural, pacífico, ou se cada rei sucessivo alcançou sua posição levantando-se novamente e matando seu antecessor. Como resultado, a verdadeira linhagem também é obscurecida.
Na década de 1390, os reis de todos os três reinos morreram em poucos anos, e disputas de sucessão eclodiram pela ilha; eventos similares ocorreram em Nanquim ao mesmo tempo, com a morte do Imperador Hongwu em 1398. Quando o Senhor de Nanzan, Ofusato, morreu no mesmo ano, seu irmão Yafuso tomou o poder e buscou o reconhecimento formal da China. Anteriormente, a China só havia reconhecido um chefe de estado em Okinawa, mas agora todos os três reinos enviavam emissários e disputavam o prestígio, a riqueza e o poder que viriam com o favor da China; nenhuma resposta veio da China por onze anos. Em 1406, Bunei, rei de Chūzan, foi formalmente investido por representantes da corte Ming em sua posição; Taromai, rei de Nanzan, recebeu esta honra em 1415, mas brigas dentro de sua corte real impediram que Nanzan ganhasse poder.
Após a morte de Taromai no final da década de 1420, disputas sucessivas enfraqueceram ainda mais Nanzan. Shō Hashi, senhor de Chūzan, que havia conquistado Hokuzan dez anos antes, agora aproveitou a oportunidade para tomar Nanzan. Assim, ele uniu a ilha de Okinawa ao Reino de Ryukyu, marcando o fim do reino independente de Nanzan.
| Nome    | Kanji  | Reinado     | Linha ou Dinastia |  |
| ------- | ------ | ----------- | ----------------- |  |
| Ofusato | 承察度 | 1314–1398   | Ōzato             |  |
| Oueishi | 汪英紫 | 1398?–1402  | Ōzato             |  |
| Ououso  | 汪応祖 | 1403?–1413  | Ōzato             |  |
| Tafuchi | 達勃期 | 1413?–1414? | Ōzato             |  |
| Taromai | 他魯毎 | 1414?–1429  | Ōzato             |  |